# Operation Hydra

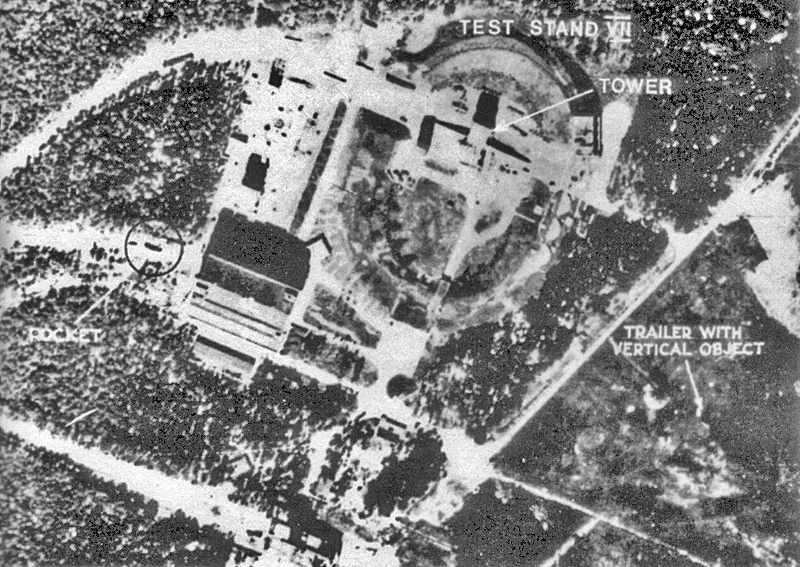
Luftaufnahme von Prüfstand VII; Startplatz der V2-Raketen auf dem Gelände der Heeresversuchsanstalt Peenemünde

Operation Hydra war die Bezeichnung der ersten Bombardierung der Heeresversuchsanstalt Peenemünde und der Erprobungsstelle der Luftwaffe „Peenemünde-West“ auf Usedom in der Nacht vom 17. auf den 18. August 1943 durch die britische Royal Air Force. Zur Vorbereitung führten am 10. August 1943 mit Flugrouten nahe bei Peenemünde je zehn britische Jagdflugzeuge einen Scheinangriff in Richtung Berlin (Operation Whitebait) durch, um der deutschen Luftwaffe das eigentliche Angriffsziel zu verschleiern – die Militäranlagen in Peenemünde.

## Vorgeschichte
Zwischen Dezember 1942 und Frühjahr 1943 erhielten die britischen Nachrichtendienste eine wachsende Zahl von Hinweisen auf das deutsche V-Waffen- und Flugzeugentwicklungsprogramm in Peenemünde. Diese zuvor wenig beachtete Bedrohung bildete in den folgenden Monaten einen Schwerpunkt der britischen Aufklärungsarbeit. Auf der Grundlage eines Berichts von Duncan Sandys, der die Ergebnisse dieser Bemühungen zusammenfasste und viele Fakten über die deutschen Tätigkeiten an diesem Standort korrekt darstellte, beschloss das Verteidigungskomitee am 29. Juni 1943 schließlich die Bombardierung der Anlage.

## Bombardement

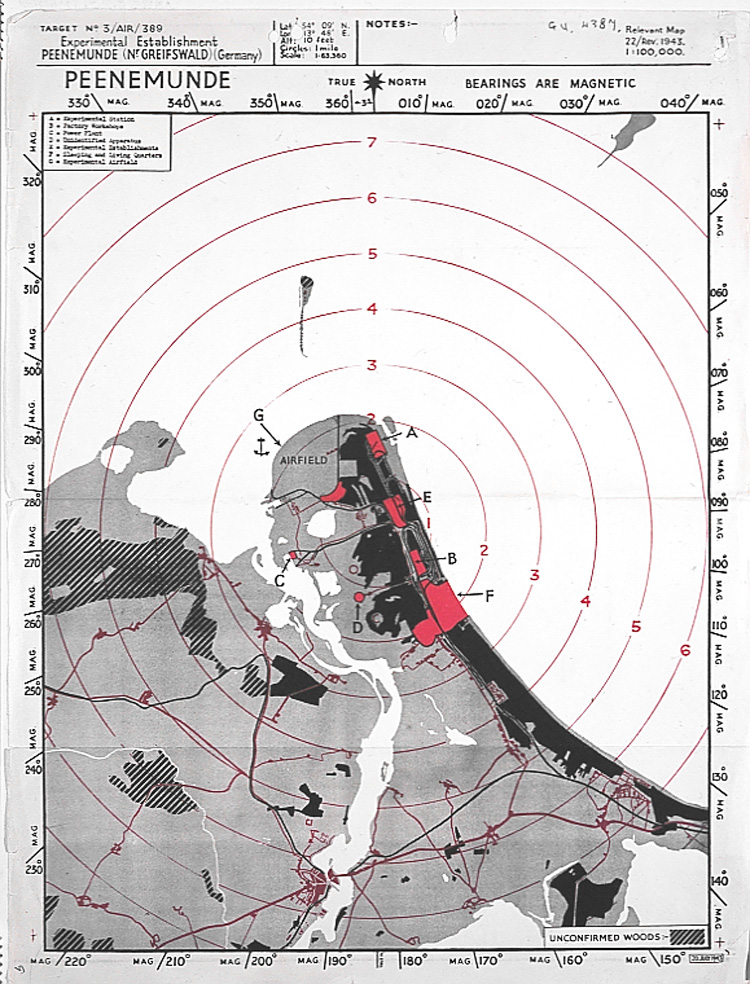
Britischer Angriffsplan für die Operation Hydra

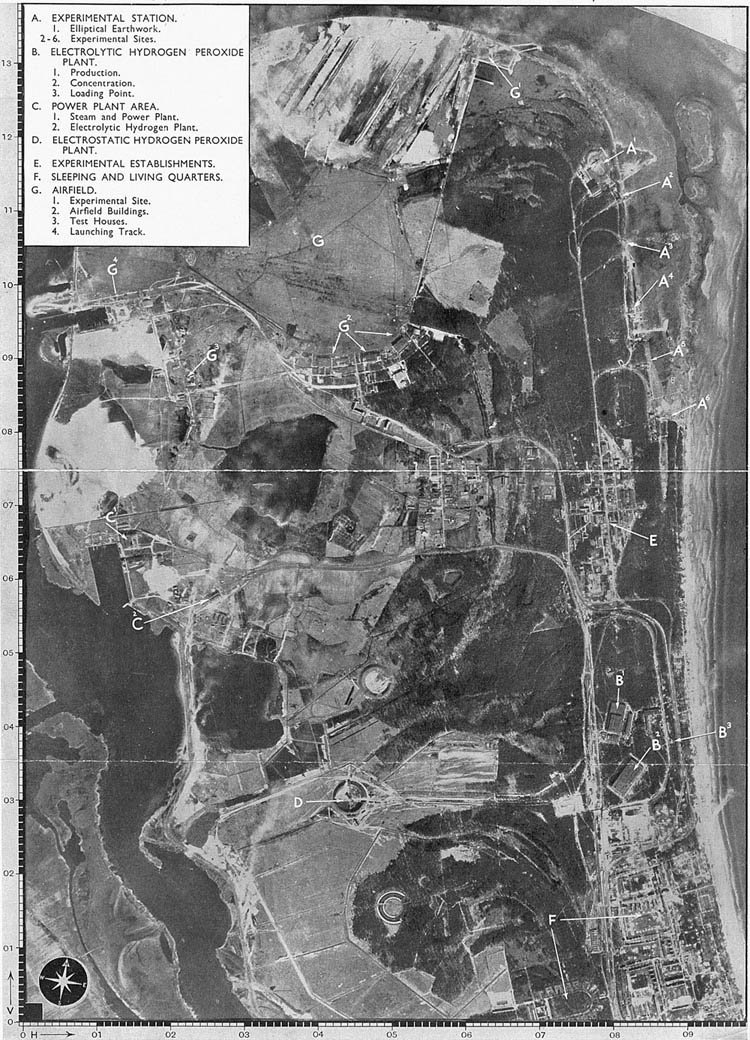
Foto der Anlagen, Angriffsplan April 1943

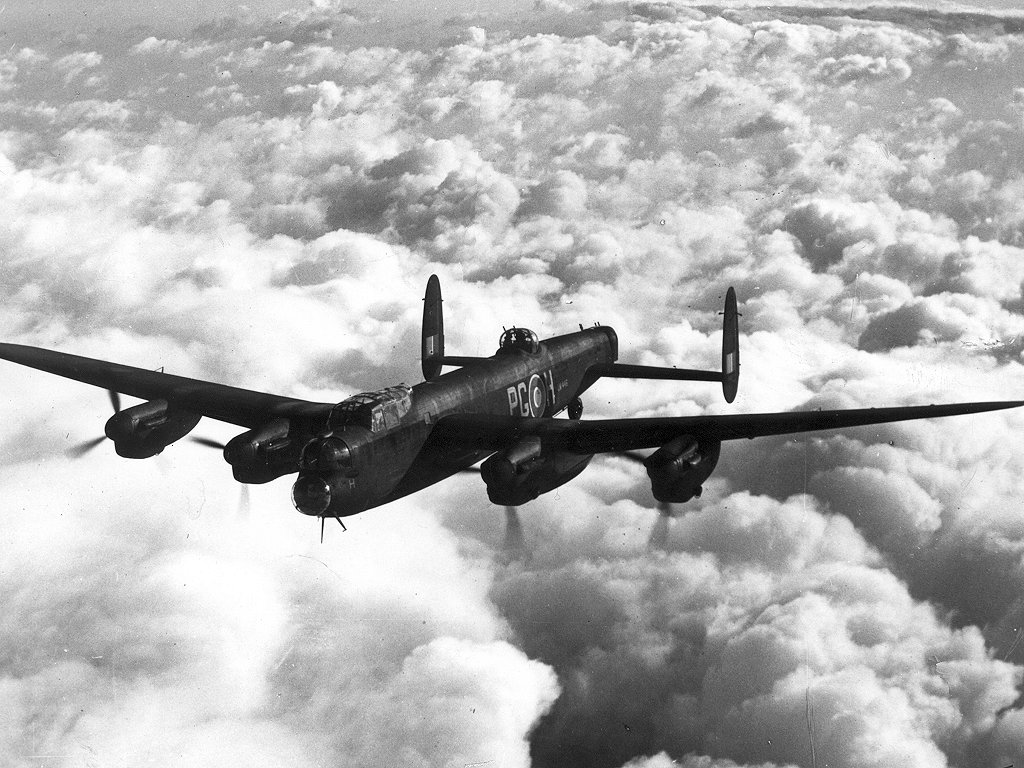
Langstreckenbomber vom Typ Avro Lancaster, wie sie bei der Operation Hydra zum Einsatz kamen

Am 17. August 1943 herrschte Vollmond und Arthur Harris, Oberbefehlshaber des RAF Bomber Command, gab den Befehl zur Ausführung der Operation Hydra und Whitebait. Die britische Bomberflotte bestand aus 596 Flugzeugen (324 Avro Lancaster, 218 Handley Page Halifax, 54 Short Stirling); zusätzlich 28 De Havilland DH.98 Mosquitos und 10 Bristol Beaufighters für den Täuschungsangriff auf Berlin. Dieses Ziel wurde beim Bomber Command unter dem Codenamen „Whitebait“ (Breitling) geführt. Der Stellvertreter von Harris war Air Vice-Marshal Robert Saundby. Der begeisterte Angler versah alle in Auswahl kommenden deutschen Städte mit einem „Fish code“.
Die Täuschung gelang: als gegen 23 Uhr die Bomber Dänemark und die Ostsee in Richtung Berlin überflogen, wurden sie von etwa 200 deutschen Jägern erwartet, etwa 150 konzentrierten sich dabei im Großraum Berlin.
Um 23:09 Uhr ertönten die Sirenen in Peenemünde. Gegen 01:09 Uhr setzte die Pathfinder Force Leuchtmarkierungen um die Heeresversuchsanstalt herum ab, acht Minuten später (01:17 Uhr) schlugen Bomben der ersten Welle (227 Maschinen) in die Wohnunterkünfte der Wissenschaftler in Karlshagen ein; 123 Personen starben, darunter der Wissenschaftler Walter Thiel. Wernher von Braun konnte sich in einen Bunker retten.
Die erste Welle war der gezielte Versuch, die Raketenprojekte durch die Ausschaltung von Wissenschaftlern zu beeinträchtigen. Durch einen Markierungsfehler der Pfadfinder bombardierte allerdings ein Drittel der Maschinen die Häftlingslager Trassenheide I und Trassenheide II zwischen den Ortslagen Karlshagen und Trassenheide. Dabei kamen 612 Zwangsarbeiter ums Leben.
Die zweite Welle mit 113 Maschinen griff das Versuchsserienwerk mit den beiden großen Fertigungshallen F1 und F2 an, die dritte Welle mit 180 Maschinen das Entwicklungswerk. Insgesamt wurden 1874 Tonnen Spreng- und Brandbomben abgeworfen. Etwa 30 deutsche Nachtjäger schossen 42 Maschinen auf dem Rückflug ab.

## Folgen
Die Briten hielten Peenemünde lange Zeit für ausgeschaltet. Der Generalstabschef der Luftwaffe Hans Jeschonnek nahm sich am Folgetag, dem 18. August 1943, im Lager Robinson in Ostpreußen das Leben, weil er glaubte, dass die Bomberabwehr misslungen und die Angriffsfolgen vernichtender gewesen seien. Bereits wenige Tage nach dem Angriff war auf deutscher Seite jedoch klar, dass lediglich mit einer Unterbrechung von vier Wochen zu rechnen war. Kopien von Unterlagen und Konstruktionszeichnungen wurden nun ausgelagert.
Aufgrund des Angriffs wurde die Verlegung der Produktion der V 2 in unterirdische Produktionsstätten im KZ Mittelbau-Dora beschleunigt vorangetrieben und die Versuchsstarts nun auch von anderen Orten wie in Blizna oder der Tucheler Heide durchgeführt.

## Gedenken
Zum Gedenken an die etwa 1400 Zwangsarbeiter der Heeresversuchsanstalt existiert seit 1970 die Mahn- und Gedenkstätte Karlshagen. Dort wird auch der Bombenopfer unter der Bevölkerung gedacht.